# Yoel García
Yoel García Luis (Nueva Gerona, 25 novembre 1973) è un ex triplista cubano.

## Palmarès

### Olimpiadi
- 1 medaglia:
  - 1 argento (Sydney 2000 nel salto triplo)

### Mondiali indoor
- 1 medaglia:
  - 1 oro (Parigi 1997 nel salto triplo)

### Giochi panamericani
- 1 medaglia:
  - 1 bronzo (Mar del Plata 1995 nel salto triplo)

### Campionati centro-americani e caraibici
- 1 medaglia:
  - 1 argento (San Juan 1997 nel salto triplo)

### Campionati ibero-americani
- 1 medaglia:
  - 1 argento (Huelva 2004 nel salto triplo)